# Núi Kenya

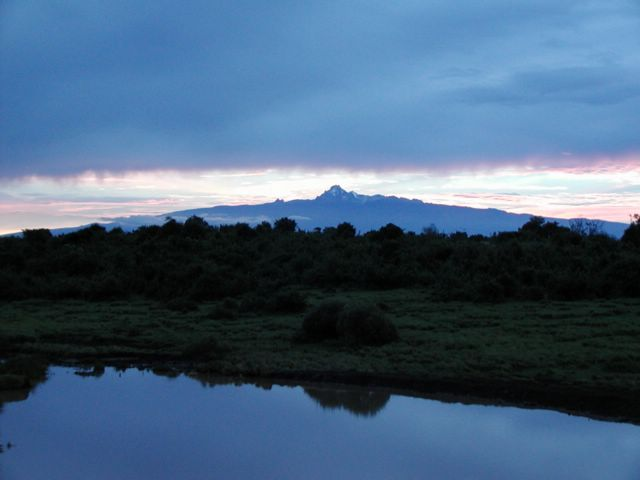
Mount Kenya has a low profile typical of a shield volcano. Các ngọn núi trung tâm tạo thành đá nút núi lửa và đã bị phơi lộ ra thông qua quá trình bào mòn băqng.

Núi Kenya là một ngọn núi lửa đã thôi hoạt động ở miền trung Kenya, nằm ngay phía nam của xích đạo. Với độ cao 5.199 m (17.057 ft), núi Kenya là ngọn núi cao thứ hai ở châu Phi, sau Kilimanjaro. Các ngọn núi cao nhất là Batian (5.199 m – 17.058 ft), Nelion (5.188 m – 17.022 ft) và Lenana (4.985 m - 16.355 ft). Núi Kenya cách thủ đô Nairobi 150 km về phía bắc-đông bắc. 
Núi Kenya đã được tạo ra bởi các hoạt động phu trào liên tục của hàng loạt núi lửa cách đây khoảng 2,5-3 triệu năm. Ban đầu núi này có một hồ miệng núi lửa trên đỉnh nhưng đã bị bào mòn và để lại một loạt các đỉnh có tuyết bao phủ, các thung lũng có hồ nước đóng băng, nhưng khoảng 150.000 năm trước thì các sông băng đã tan và chảy xuống các vùng ấm hơn ở chân núi. Đến cuối thế kỷ 19, 7 trong số các sông băng này đã hoàn toàn tan hết, các sông băng còn lại thì vẫn đang tan đi nhanh chóng.
Núi Kenya có hệ sinh thái phong phú gồm các vùng đồng cỏ, cây thấp trên cao nguyên và rừng mưa rậm bao phủ đến độ cao 3200 m. Các động vật sinh sống ở đây gồm có tê giác, voi, trâu rừng. Theo các ghi chép trước đây, nhà địa lý Anh quốc Halford John Mackinder đã vẽ bản đồ núi này vào năm 1899.
Khu vực xung quanh của núi này được bảo vệ trong Vườn quốc gia núi Kenya, được UNESCO công nhận là di sản thế giới. Vườn quốc gia này có diện tích khoảng 620 km² (240 dặm vuông), và đón khoảng 15.000 du khách mỗi năm.